# اک-مشت-ارال
اک-مشت-ارال (به لاتین: Ak-Mechet'-Aral) یک منطقهٔ مسکونی در قرقیزستان است که در استان اوش واقع شده‌است.

## خصوصیات
اک-مشت-ارال ۵۸۵ متر بالاتر از سطح دریا واقع شده‌است.